# Tolsti Vrh, Dravograd
Tolsti Vrh este o localitate din comuna Dravograd, Slovenia, cu o populație de 77 de locuitori.